# Edifici al carrer Acadèmia, 13 (Lleida)
L'Edifici al carrer Acadèmia, 13 era una casa de Lleida inclosa a l'Inventari del Patrimoni Arquitectònic de Catalunya.

## Descripció
Era un edifici entre mitgeres de planta baixa i dos pisos. Les obertures es disposen simètricament a un eix vertical, només trencat per la situació del portal d'entrada, col·locat a la part dreta de la planta baixa. La façana es troba ricament ornada: emmarcaments motllurats a totes les obertures, treball del ferro i el vidre al balcó en voladís del primer pis, ràfec al coronament i esgrafiats de bella factura. La coberta és a base de teula àrab. Aquest edifici va ser enderrocat a mitjans dels 2000 i en el seu lloc s'ha construït un bloc de pisos que ocupa els números 11-13-15.